# 浄水セット

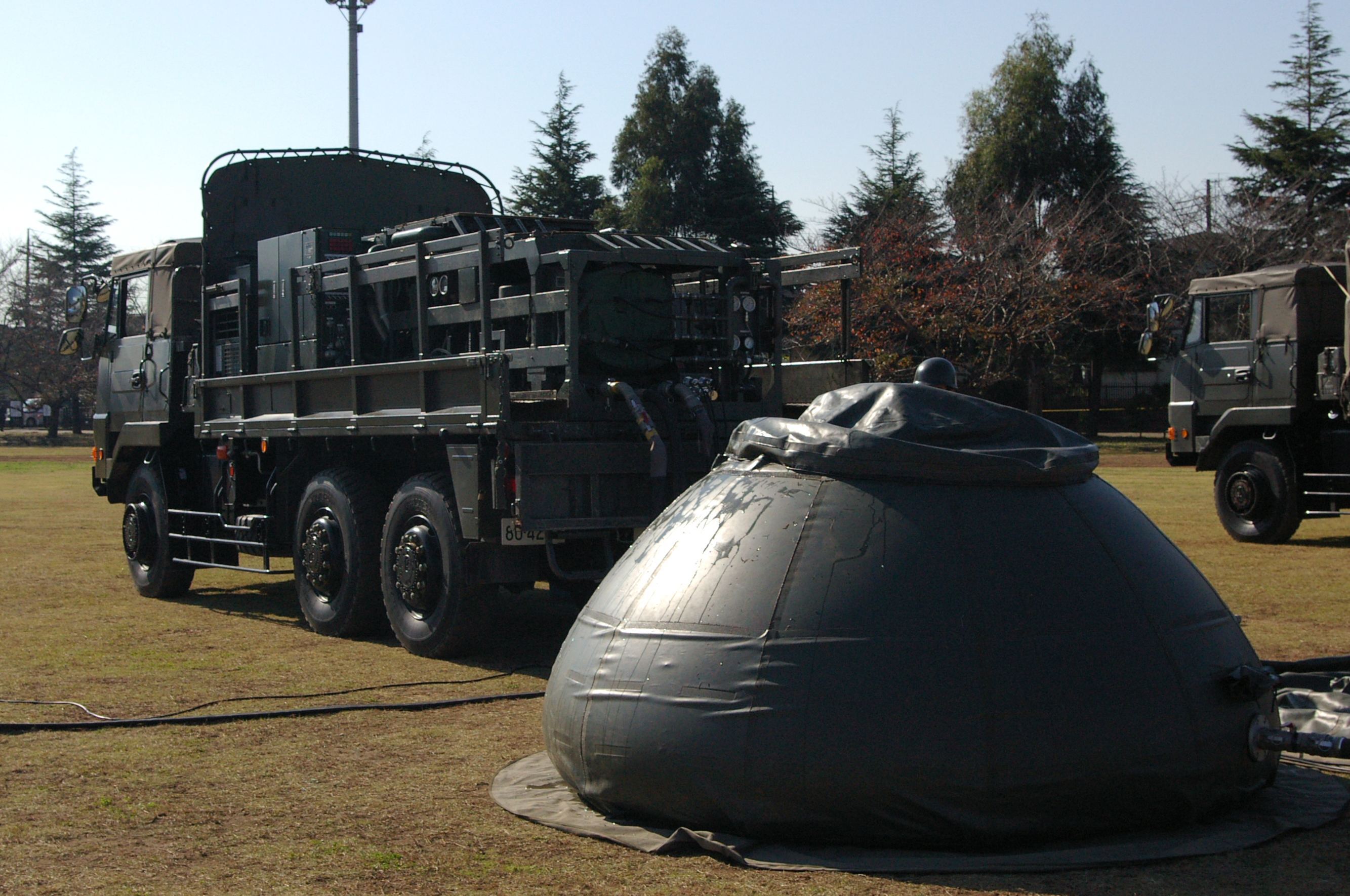
浄水セット 逆浸透型（トラックに搭載、半球状のものは水タンク）

浄水セット（じょうすいセット）は、陸上自衛隊の後方支援部隊に配備されている水道施設の無い場所での飲料水の造水を行う需品科装備である。

## 概要
通常は3 1/2tトラックに車載されて使用される。国際平和協力活動や災害派遣での活用実績がある。野外炊具1号や野外入浴セット2型、野外手術システムと併せて使用すれば大きな相乗効果を発揮する。
数段階の前処理濾過及び逆浸透濾過により純水に近い状態にした後、活性炭槽を通し、塩素添加処理を行ない飲用可能なレベルの水を造る。災害等時の一般市民への飲用水の提供については、水道法に定める、営利団体である水道事業者による給水に当たらないため、都度当該自治体の許可が必要とされているが、自衛官等の飲用は防衛省訓令により常時可能とされている。
2010年に後継機種で海水からの造水も可能となった「浄水セット・逆浸透2型」がNECファシリティーズにより開発され、陸上自衛隊開発実験団の能力評価を受け、2014年に装備化された。

## 浄水セット（逆浸透型）の構成
- 水処理装置:長毛濾過機、限外濾過器、逆浸透濾過器、制御盤
- 揚水装置:揚水ポンプ
- 貯水装置:貯水タンク
- 車体部:3 1/2tトラック（ウインチ付）

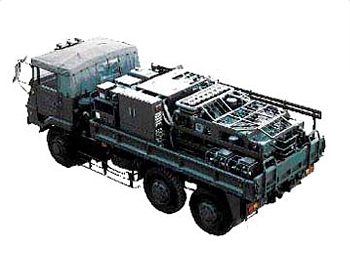
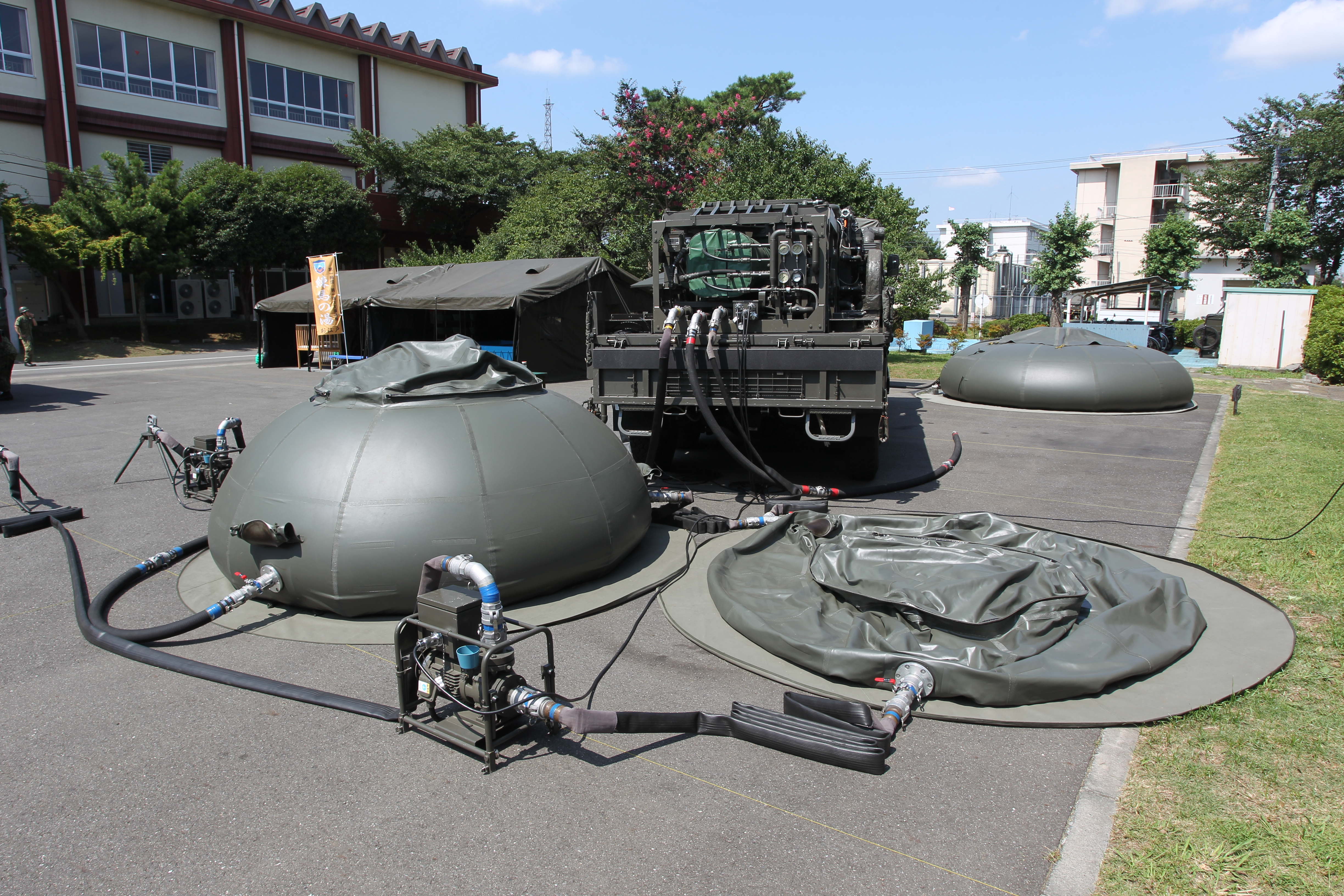
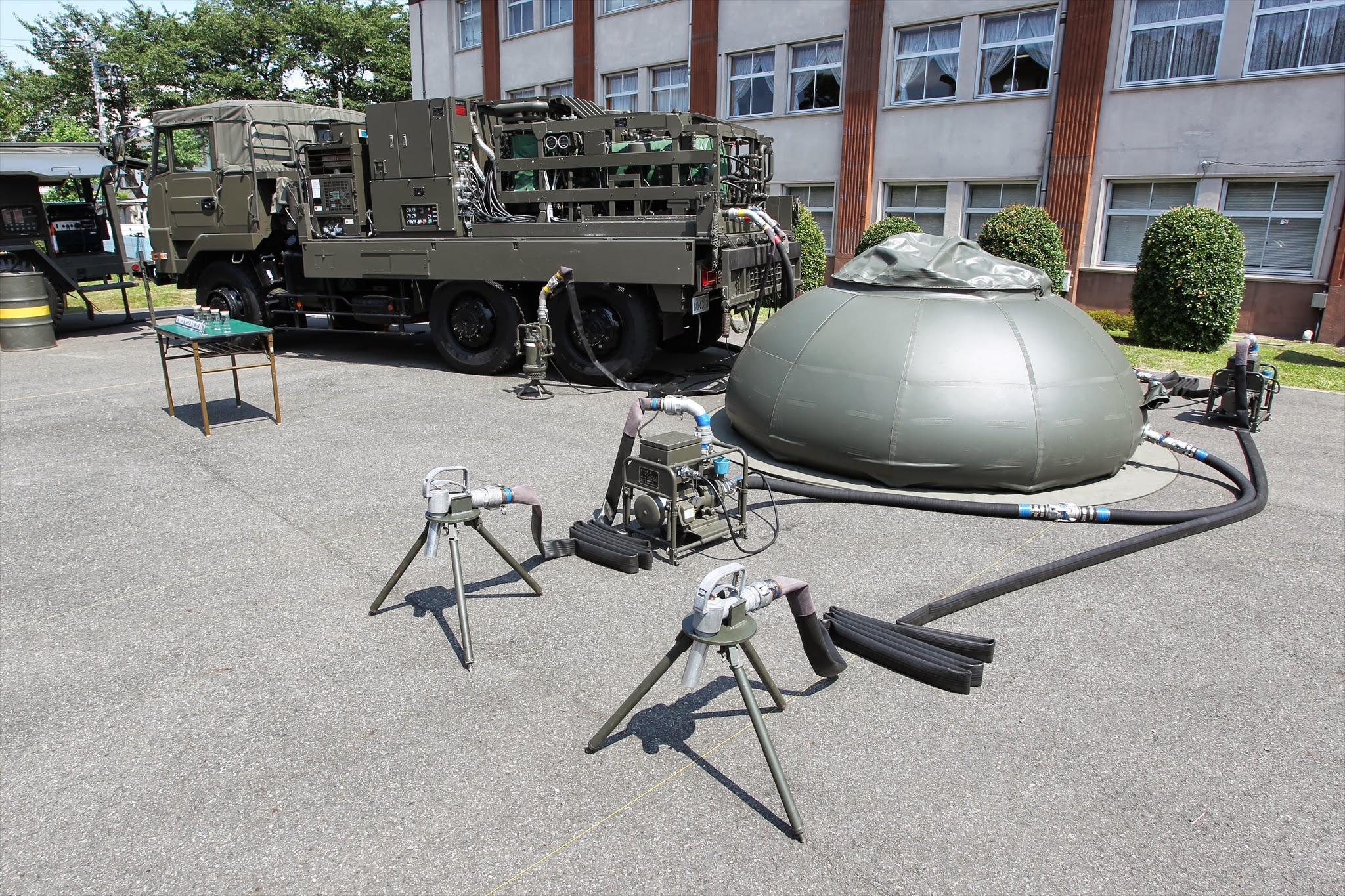

- その他発電機、暖房機

## 浄水セット(逆浸透型)の能力
- 浄水能力:7.5m3/h以上
- 揚水能力:揚程15m
- 揚水量:10.8m3/h
- 貯水能力:10m3（5m3タンク×2）
- 製作:株式会社神戸製鋼所

## 使用実績
- カンボジアPKO
- 自衛隊イラク派遣
- 自衛隊東ティモール派遣
- 新潟県中越地震
- 自衛隊ハイチPKO派遣
- 東日本大震災

## 登場作品
『マリと子犬の物語』
新潟県中越沖地震の災害派遣に出動した陸上自衛隊が、避難所となっている小学校のグラウンドに設置する。